# Araneus purus
Araneus purus là một loài nhện trong họ Araneidae.
Loài này thuộc chi Araneus. Araneus purus được Eugène Simon miêu tả năm 1907.